# Lindsay Whalen
Pour les articles homonymes, voir Whalen.
Lindsay Whalen, née le 9 mai 1982 à Hutchinson dans le Minnesota, est une joueuse de basket-ball américaine. Double finaliste du championnat WNBA, en 2004 et 2005, elle obtient une fois une nomination dans le premier cinq de la ligue, aussi nommé All WNBA First Team, et participe à plusieurs All-Star Game WNBA. Elle joue également sous le maillot de l'équipe des États-Unis avec laquelle elle obtient deux titres olympiques, en 2012 et en 2016 ainsi que deux médailles d’or de championne du monde en 2010 et 2014.

## Biographie

### Débuts et carrière universitaire
Lindsay Whalen, née dans le Minnesota en 1982, est la fille aînée d'une famille de cinq enfants dont les parents sont Neil et Kathy Whalen. Elle effectue son lycée au Hutchinson High School où elle obtient lors de ses quatre années une sélection dans l'équipe de la Missota Conference. Elle choisit ensuite de rester dans le Minnesota pour ses études universitaires : elle rejoint l'université du Minnesota où elle évolue avec les Golden Gophers. 
Lors de sa première saison avec les Golden Gophers, celles-ci terminent avec un bilan de 8 victoires pour 20 défaites. Lindsay Whalen termine sa première saison avec une moyenne de 17,0 points. Lors de l'année suivante, Minnesota reçoit le renfort d'une jeune joueuse évoluant au poste de pivot, Janel McCarville. Pour la seconde fois de son histoire, Minnesota parvient à se qualifier pour le tournoi final de la NCAA. Après une victoire face à UNLV, Minnesota s'incline face à North Carolina. Whalen termine sa seconde universitaire avec une moyenne de 22,2 points. Elle obtient ses premières récompenses individuelles : nommée Minnesota’s Most Valuable Player pour la seconde année consécutive, elle obtient une sélection dans la première équipe de la Big Ten Conference dont elle est également nommée meilleure joueuse de la conférence (Big Ten Most Valuable Player). Elle figure pour la première fois parmi les nominations All-American : elle figure parmi le troisième cinq pour Associated Press (AP), second pour WNBS, première équipe pour SBWA et United States Basketball Writers Association (USBWA) et Honorable Mention pour Kodak.
Pour la seconde année consécutive, sa moyenne de points est supérieure à 20 points, 20,6. Elle figure une nouvelle fois dans la première équipe de la Big Ten Conference. Elle est nommée All-American : Kodak All-American First Team, USBWA All-American First Team et AP All-American Second Team. Minnesota dispute une nouvelle fois le tournoi final de la NCAA. Les Golden Golphers atteignent le Sweet Sixteen, huitième de finale, aussi appelé demi-finale régionale, après des victoires sur Tulane et Stanford. Minnesota s'incline ensuite 73 à 60 face à Texas. 
Lors de sa quatrième et dernière saison, dont elle manque une partie des rencontres en raison d'une fracture à la main, elle termine avec une moyenne de 20,1 points, soit le second bilan de la Big Ten Conference, et troisième à la moyenne de passes avec 5,37 par rencontre. Avec 5,1 rebonds, elle est également 25e dans cette catégorie statistique. Pour la troisième année consécutive, les Golden Gophers participent au tournoi final de la NCAA. Minnesota élimine UCLA, Kansas State, Boston College et Duke pour se qualifier pour le Final Four. Lors de celui-ci, les joueuses du Minnesota échouent face à UConn Huskies sur le score de 67 à 58. Whalen inscrit 11 points, délivre 7 passes et capte 6 rebonds. Pour la seconde année consécutive, elle est nommée All-American grâce à ces nominations Kodak All-American First Team, USBWA All-American Second Team et AP All-American Second Team. Elle figure parmi les finalistes pour le Wade Trophy, tout comme sa coéquipière Janel McCarville, et pour le Naismith College Player of the Year. Elle figurait déjà parmi les finalistes de ces deux trophées lors de la saison précédente. Pour la troisième année consécutive, elle figure parmi les joueuses composant la première équipe de la conférence. Après avoir été la joueuse à avoir besoin du plus petit nombre de matchs, 51, pour atteindre la barre des 1 000 points, elle termine son cursus universitaire avec le plus grand nombre de points de l'histoire de l'université. À sa sortie en 2004, elle figure également parmi les dix meilleures marqueuses de l'histoire de la conférence.

### Carrière en WNBA

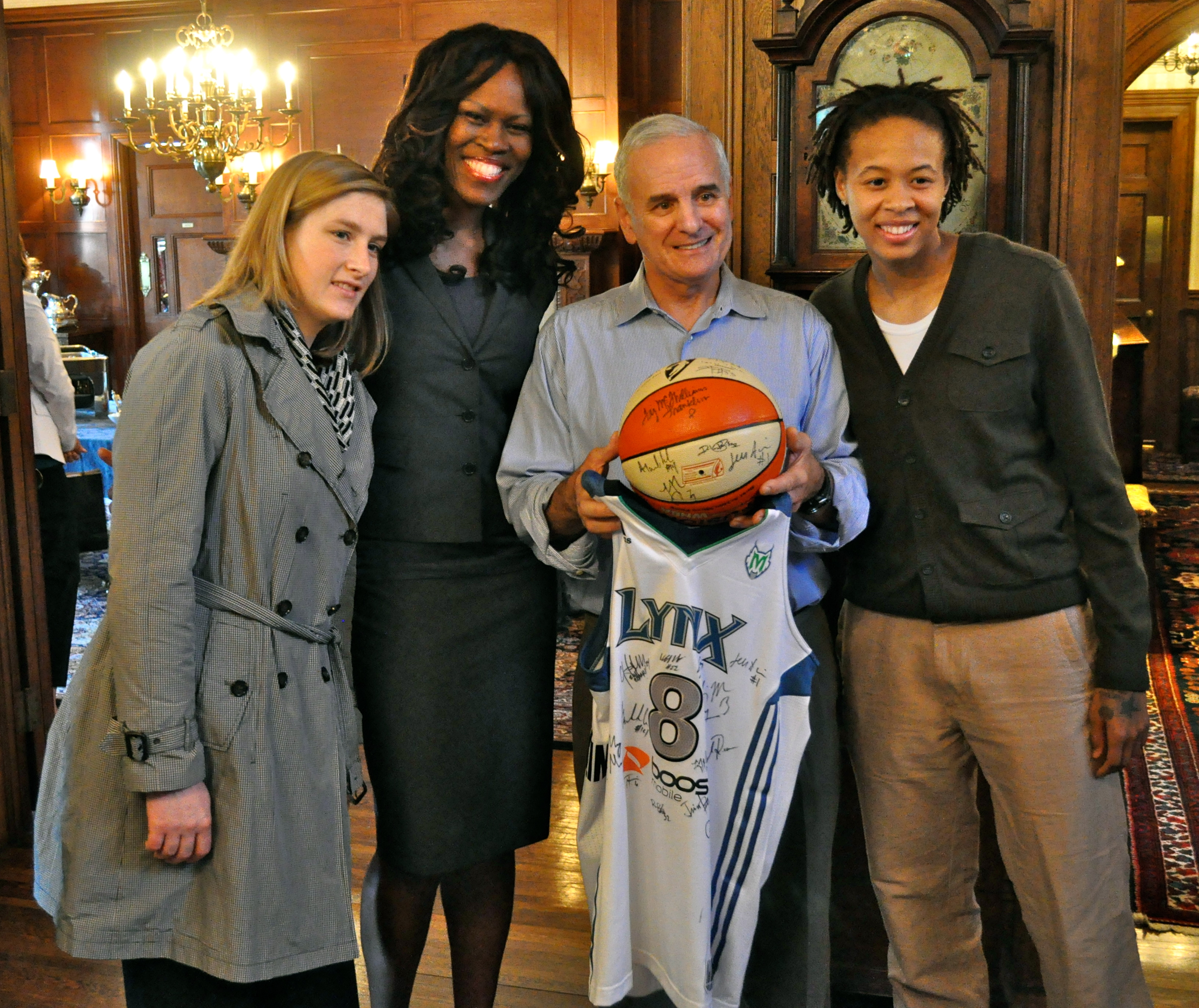
Avec le gouverneur du Minnesota, Taj McWilliams-Franklin et Seimone Augustus.

La franchise du Sun du Connecticut, en choisissant Lindsay Whalen en quatrième position de la draft WNBA 2004, empêche le Lynx du Minnesota, qui possédait le sixième rang dans la draft, de recruter la vedette locale pour intégrer leur franchise. Pour sa première saison dans la ligue américaine, elle établit un record de franchise en délivrant 13 passes lors d'une rencontre remportée 74 à 72 face à Detroit. Avec également dix points, elle réalise son premier double-double. Elle dispute 31 des matchs de saison régulière de sa franchise, dont 30 dans le cinq majeur. Elle termine avec des statistiques de 8,9 points, 2,9 rebonds et 4,8 passes, ce qui la place au cinquième rang de la ligue dans cette catégorie statistique. Sa franchise termine au premier rang de la conférence est avec un bilan de 18 victoires, 16 défaites. En play-offs, la franchise du Connecticut s'impose face aux Mystics de Washington par deux à un, puis face au Liberty de New York sur le score de 2 à 0. En finale WNBA, Connecticut est opposé au Storm de Seattle. Avant le début de cette série finale, elle présente une moyenne de 15.4 points. La première rencontre est remportée 68 à 64 à Uncasville. Les joueuses de Seattle égalisent dans la série en remportant la seconde rencontre 67 à 55. Lors de la manche décisive, disputée à Seattle, le Storm l'emporte 74 à 60. Durant cette saison, elle est participe au All-Star Game en étant sélectionnée par un vote de fans pour compléter une sélection de WNBA qui est opposée à la sélection américaine.
Les joueuses du Sun du Connecticut terminent la saison régulière avec le premier bilan de la ligue, 26 victoires pour 8 défaites. Elles éliminent le Shock de Détroit en play-offs, puis le Fever de l'Indiana sans connaître la défaite. La finale les opposent aux Monarchs de Sacramento. Cette dernière franchise s'impose 69 à 54 lors de la première rencontre où whalen est présente - elle inscrit 7 points et donne 2 passes - malgré une blessure au genou qu'elle s'est faire lors du premier quart temps du match 2 de la finale de conférence face à Indiana. Whalen est absente lors de la victoire de sa franchise après prolongations lors du deuxième match. Elle effectue son retour lors du match 3 mais doit se contenter de 2 points, 2 passes mais 5 pertes de balle en 23 minutes lors d'une défaite 66 à 65. Sacramento remporte la quatrième rencontre 62 à 59 pour remporter le titre WNBA. Malgré cette blessure, elle présente des statistiques de 11,1 points, 3,3 passes et 3.4 rebonds en 31 minutes 4. Auparavant, lors de la saison régulière, elle inscrit 12,1 points, 23e rang de la ligue, délivre 5,1 passes, troisième en WNBA et 3,8 rebonds en 30 minutes 8,. Elle reçoit également son premier titre de joueuse de la semaine, WNBA Player of the Week Award, en juin.
Après s'être fait opérée de la hanche durant l'intersaison de WNBA, son temps de jeu est limité en début de saison. Elle dispute toutefois 33 des 34 rencontres de sa franchise, avec une moyenne de 26 minutes 1, et présente des statistiques de 9,0 points, 4,6 passes, 3,7 rebonds. Sa moyenne de passe la place au quatrième rang de la ligue. Elle présente ensuite des moyennes de 12,6 points, 3,8 rebonds et 2,2 passes lors des play-offs, dont une moyenne de 18,5 points lors du premier face à Washington remporté 2 à 0. Lors du tour suivant, le Shock de Détroit s'impose 2 à 1 et prive le Sun de sa troisième finale consécutive. Elle dispute le All-Star Game.
La saison 2007 est sa troisième dans la ligue. Elle retrouve les statistiques d'avant sa blessure, avec 13,4 points, 5 passes, 4,8 rebonds et 2,1 interceptions. Elle termine au troisième rang aux interceptions, et au second rang de la ligue à la passe - elle possède la même moyenne que la première Becky Hammon qui remporte le titre au profit d'un nombre de match moins important, terminant première au nombre total de passe avec 169. Cela lui permet de franchir les barres des 500 puis ? passes en carrière. Elle franchit également la limite des 1 000 points en carrière. Le lendemain d'une nomination à la joueuse de la semaine pour la conférence est, elle établit son meilleur score en carrière avec 33 points contre Detroit. le Connecticut Sun, avec un bilan de 18 victoires pour 16 défaites se qualifie au troisième rang de la conférence est puis s'incline au premier tour des play-offs face à Indiana. Lors de ceux-ci, Whalen présente des statistiques de 13,3 points, 7,0 rebonds, 5,0 passes en 36 minutes 7.
Lors de la saison WNBA 2008, elle devient la deuxième joueuse de l'histoire de la WNBA, après Nikki Teasley, à présenter des moyennes de 10 points ou plus, 5 rebonds et 5 passes. Ses statistiques sont 14 points, 5,6 rebonds et 5,4 passes, auxquelles elle ajoute 1,4 interception. Malgré le quatrième total de passes, elle occupe le premier rang à la moyenne par match. Après être devenue la meilleure passeuse de l'histoire de la franchise, elle franchit la barre des 800 passes en carrière. Elle égalise son record de points en carrière lors d'une défaite 69 à 64 face aux Mystics de Washington . Après avoir obtenu deux trophées de joueuse de la semaine, le 27 mai et le 14 juillet, elle termine au deuxième rang du classement déterminant la MVP de la ligue, derrière Candace Parker, la lauréate du trophée, et devant Sue Bird. Elle figure également dans le meilleur cinq de la WNBA. Connecticut Sun, avec le deuxième bilan de l'est, 21 victoires et 13 défaites, se qualifie une nouvelle fois pour les play-offs mais s'incline au premier tour face au New York Liberty par 2 à 1. Lindsay Whalen inscrit 13,3 points, capte 4,7 rebonds et délivre 4,0 passes.

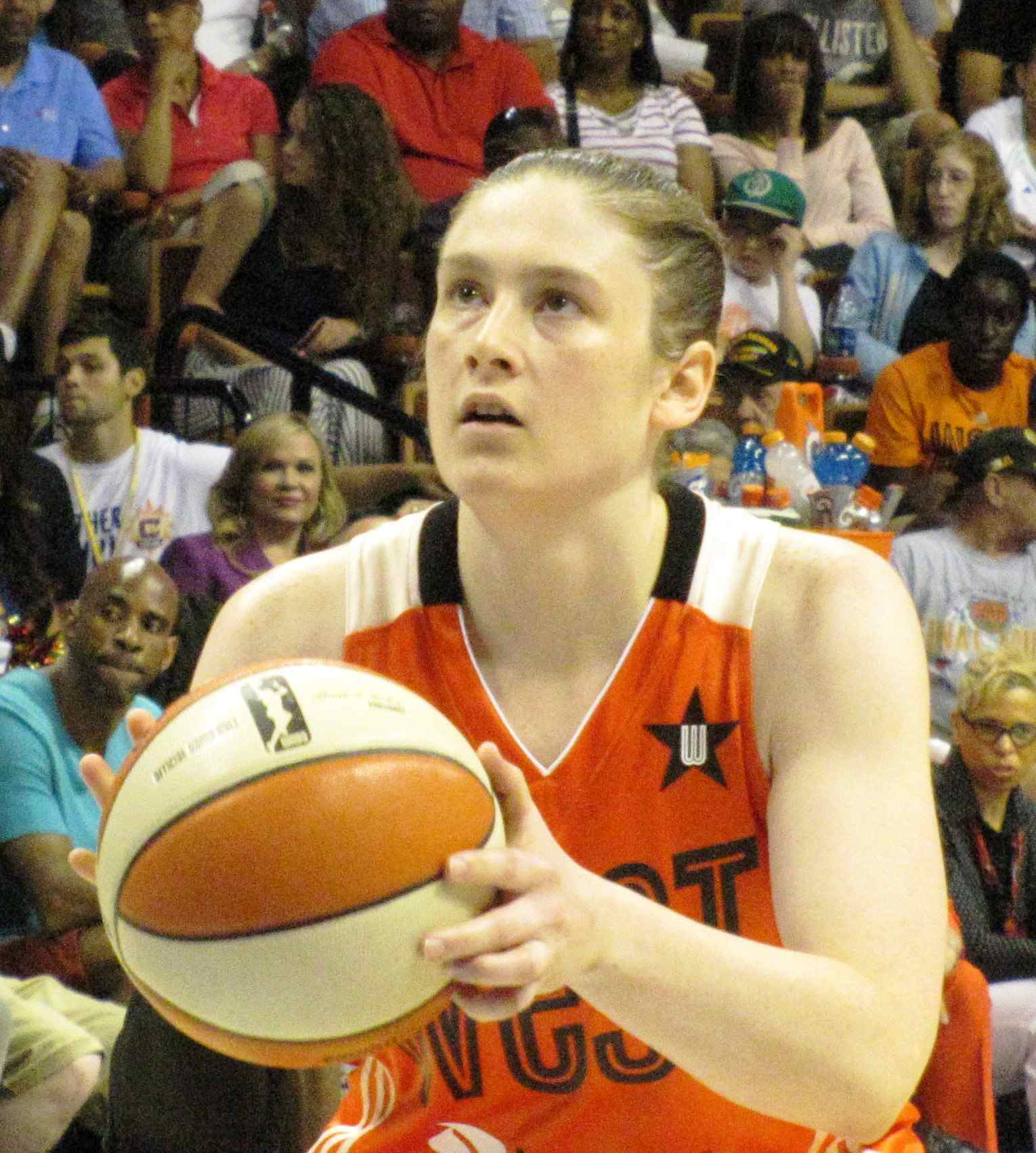
Lindsay Whalen au WNBA All-Star Game en 2013

Pour la première saison depuis son arrivée dans la ligue, sa franchise ne parvient pas à se qualifier pour les play-offs : avec 16 victoires et 18 défaites, le Sun du Connecticut termine au sixième rang de la conférence est. Débutant l'ensemble des rencontres de sa franchise, Lindsay Whalen présente des statistiques de 12,3 points, 4,6 rebonds, 4,6 passes. Avec 156 passes décisives, elle figure au quatrième rang de la ligue mais se classe sixième à la moyenne de passes réalisées par rencontres.
Le 12 janvier 2010, elle fait l'objet d'une transaction qui la fait rejoindre le Lynx du Minnesota, dans son état natal du Minnesota. Lors de cette transaction Renee Montgomery rejoint le Sun du Connecticut. Les deux franchises échangent également leur droit du premier tour de la draft WNBA 2010 : Connecticut Sun obtient ainsi le premier choix de cette draft, le Lynx du Minnesota obtenant le second choix. Pour sa première saison sous son nouveau maillot, elle présente des statistiques de 12,6 points, 4,0 rebonds et 5,6 passes. Dans cette dernière catégorie, elle termine troisième de la ligue, tout comme au nombre de passe, 184. Elle obtient un nouveau trophée de joueuse de l'année, de la conférence ouest. Malgré la présence de cinq joueuses WNBA All-Star, Rebekkah Brunson, Nicky Anosike, Seimone Augustus, Charde Houston et Lindsay Whalen, la franchise des Lynx ne parvient pas à se qualifier pour les play-offs : Minnesota, avec un bilan de 13 victoires, 21 défaites, termine au sixième rang de la conférence ouest.
Le 31 juillet 2011, elle inscrit 23 points, 7 rebonds, 6 passes et 4 interceptions, dont un tir décisif à 1,5 seconde de la fin du match lors d'une victoire sur Silver Stars de San Antonio. Elle est ensuite récompensée du titre de joueuse du mois d'août de la conférence Ouest (Player of the Month). Avec une moyenne de 5,85 passes par rencontres, elle termine au premier rang des passeuses de la ligue devant Becky Hammon. Les Lynx, renforcés par l'arrivée du premier choix de la draft 2011 Maya Moore, terminent avec le meilleur bilan de la ligue, 27 victoires pour 7 défaites puis remportent leur premier titre WNBA.
Après une finale perdue en 2012, le Lynx remporte un second titre en 2013. Elle signe alors une extension de contrat de trois ans avec le Lynx.
En 2014, le Lynx est battu en finales de conférence par le futur champion, le Mercury de Phoenix.
En 2015, elle devient la troisième meilleure passeuse de la ligue avec 2001 passes décisives au 11 août. Elle remporte en 2015 le titre WNBA avec le Lynx qui bat le Fever de l'Indiana 3 manches à 2.
Blessée ou diminuée plusieurs fois au cours de cette saison, sa moyenne de points (10,9) est la plus faible depuis 2006, celle en passes décisives (4,3), rebonds (2,9) et interceptions (0,4) les plus faibles de sa carrière, elle ne joue pas à l'étranger l'hiver afin de reposer son corps et d'entamer une préparation physique spécifique avant l'année olympique. Le Lynx atteint une nouvelle fois les Finales WNBA de la saison 2016, mais sont battus d'un point lors de la dernière manche par les Sparks de Los Angeles bien que Whalen ait obtenu sa meilleure moyenne en carrière aux tirs (51.3 % contre 46,2 % en 2015). Déçue de cette défaite, elle décide de faire une seconde fois l'impasse sur une saison à l'étranger pour revenir en WNBA en pleine forme.
Le Lynx remporte les Finales WNBA 2017 par trois victoires à deux contre les Sparks de Los Angeles, ce qui permet au club du Minnesota d'égaler le record des quatre titres des Comets de Houston.
Elle met fin à sa carrière au terme de la saison WNBA 2018. Quelqus mois plus tard, le Lynx annonce que son no 13 devient le premier maillot retiré de la franchise.

### Europe
Elle rejoint le continent européen lors de la saison 2006-2007. Elle évolue avec le club russe de UMMC Ekaterinbourg avec lequel elle dispute l'Euroligue. Pour sa première saison dans la compétition majeure du basket-ball féminin européen, elle présente des statistiques de 9,1 points, 4,2 rebonds et 2,1 passes. Le club russe échoue en huitièmes de finale de la compétition face au club hongrois de MKB Euroleasing Sopron. Elle rejoint un autre club pour la saison suivante. Il s'agit du club de République tchèque de USK Prague. Elle dispute de nouveau l'Euroligue mais, avec un bilan de trois victoires pour sept défaites, Prague termine cette compétition à l'issue du premier tour. Ses performances, avec 14,9 points, 5,7 rebonds et 3,6 lui valent d'être retenue dans le All-Star Game de la compétition. Durant cette rencontre, elle apporte 8 points, 5,0 rebonds et 1 passe à la sélection du « Reste du monde » qui s'incline 111 à 86 face à une sélection européenne.
Classée quatrième de son groupe lors du premier tour de l'Euroligue 2008-2009, l'équipe de Prague est opposée au Spartak région de Moscou lors des huitièmes de finale. Le club russe, vainqueur des deux dernières éditions, remporte les deux matchs de la série pour se qualifier pour le tour suivant. Lindsay Whalen, meilleure marqueuse avec 15,4 points et passeuse avec 3,3 de son équipe, auxquelles elle ajoute 6,4 rebonds, dispute pour la seconde année consécutive le All-Star Game qui voit l'Europe l'emporter sur le score de 101 à 78. En République tchèque, Prague met fin à une série de douze victoires consécutives de Gambrinus Brno en championnat.
Lindsay Whalen figure parmi l'effectif de Prague pour la troisième année consécutive. Lors de la compétition européenne, elle inscrit 15,4 points, délivre 2,7 passes, meilleure joueuse de Prague dans ces deux catégories, et capte 4,8 rebonds. Comme la saison précédente, Prague termine sa compétition en huitièmes de finale en s'inclinant en deux manches, 81 à 70 puis 85 à 74, face au club espagnol de Ros Casares Valence. Whalen dispute son troisième All-Star Game européen, remporté par l'Europe sur le score de 93 à 89. Elle inscrit 2 points, capte 2 rebonds et délivre 3 passes.
En 2012-2013, elle dispute l'Euroligue avec Galatasaray (13,6 points, 4,4 passes décisives et 5,1 rebonds par rencontre), mais quitte le club avant les huitièmes de finale en raison de retards de salaire.
Avec le ŽBK Dynamo Moscou, elle remporte l'Eurocoupe face au Dynamo Koursk par 158 points à 150 (matches aller-retour). En décembre 2014, elle retrouve la Turquie à l’Université Abdullah Gül, club avec lequel elle dispute l'Euroligue et atteint les finales du championnat turc.

## Équipe nationale
Elle fait ses débuts avec une sélection américaine des moins de vingt ans qui disputent un tournoi de qualification au Brésil. L'année suivante, elle fait partie de la sélection américaine qui remporte le titre de championne du monde lors des championnats du monde des 21 ans et moins, ou FIBA U21 World Championship. Durant ce championnat, les Américaines ne subissent qu'une seule défaite en huit rencontres.
En 2008, elle fait partie de USA Basketball National Team pour la préparation pour les jeux olympiques de Pékin. Elle dispute deux rencontres en Espagne lors de cette préparation, dont une rencontre face à Ros Casares Valencia remportée 82 à 72 et où elle inscrit 14 points.
Elle est de nouveau retenue pour une préparation en 2009 mais une blessure à un œil prive la sélection américaine de sa présence. Pour le mondial 2010, elle fait partie des douze joueuses retenues pour participer à la compétition. Durant ce mondial, où les Américaines remportent leurs neuf rencontres, elle présente des statistiques de 5,9 points et 2,1 rebonds en 18 minutes 4.
Elle figure dans la présélection américaine pour le championnat du monde 2014 puis est retenue dans la sélection finale.
Elle fait partie des douze sélectionnées pour le tournoi olympique de 2016 que les États-Unis remportent. En février 2018, elle annonce sa retraite internationale sur un bilan de 66 victoires pour 3 défaites.

## Entraîneuse
En avril 2018, elle devient entraîneuse principale de son ancienne université Golden Gophers du Minnesota, fonction qu'elle assurera après une dernière saison WNBA.
Sa carrière prend fin en mars 2023 après une défaite au premier tour du tournoi de la Big Ten Conference. Son bilan à la tête des Gophers est de 71 victoires contre 76 défaites et 32 victoires pour 58 dans la Big Ten. Sous sa direction, l'université ne parvient pas à atteindre le tournoi de la NCAA, et ne dispute le WNIT, version féminin du National Invitation Tournament, que lors de la saison 2018-2019.

## Palmarès

### Club
- Championne WNBA 2011, 2013, 2015[28] et 2017[31].
- Finaliste du Championnat WNBA 2004, 2005, 2012
- Championne de République tchèque 2009
- Vainqueur de l'Eurocoupe 2014

### Sélection nationale
- Médaille d'or aux Jeux olympiques de 2016 à Rio de Janeiro[49]
- Médaille d'or aux Jeux olympiques de 2012 à Londres,  Royaume-Uni
- Médaille d’or du Championnat du monde 2010 et 2014

## Distinctions personnelles
- Meilleur cinq de la WNBA 2008, 2011[50], 2013
- Second meilleur cinq de la WNBA (2012, 2014)
- Sélectionnée au All-Star Game WNBA 2006, 2011, 2013, 2014[51] et 2015[52]
- Sélection WNBA pour de la rencontre The Game at Radio City en 2004
- Sélection WNBA pour de la rencontre The Stars at the Sun en 2010[53]
- Sélection des meilleures joueuses des 20 ans de la WNBA[54]
- Retrait du no 13 en 2019[32]